# Pavillon de l'Allemagne (1967)
Le pavillon de l'Allemagne  est le pavillon national qui a représenté l'Allemagne de l'Ouest à l'Expo 67 de Montréal. Conçu par Frei Otto avec Rolf Gutbrod (de), le pavillon est une structure de canopée à traction qui amène ses expériences en architecture légère sur la scène internationale pour la première fois,.
Son toit en forme de tente se compose d'un filet d'acier recouvrant une pellicule de matière plastique translucide, suspendu à huit mâts géants.